# Пюхтяа
Пю́хтяа (Пюхтя, также Пюхтяя (фин. Pyhtää) и Пю́ттис (швед. Pyttis)) — община в провинции Кюменлааксо на юге Финляндии. Общая площадь территории — 780,96 км², из которых 456,24 км² покрыто водой.

## Демография
На 31 января 2011 года в общине Пюхтяа проживало 5352 человека: 2657 мужчин и 2695 женщин.
Финский язык является родным для 89,08 % жителей, шведский — для 8,81 %. Прочие языки являются родными для 2,11 % жителей общины.
Возрастной состав населения:
- до 14 лет — 16,44 %
- от 15 до 64 лет — 63,4 %
- от 65 лет — 20,22 %

Изменение численности населения по годам: 

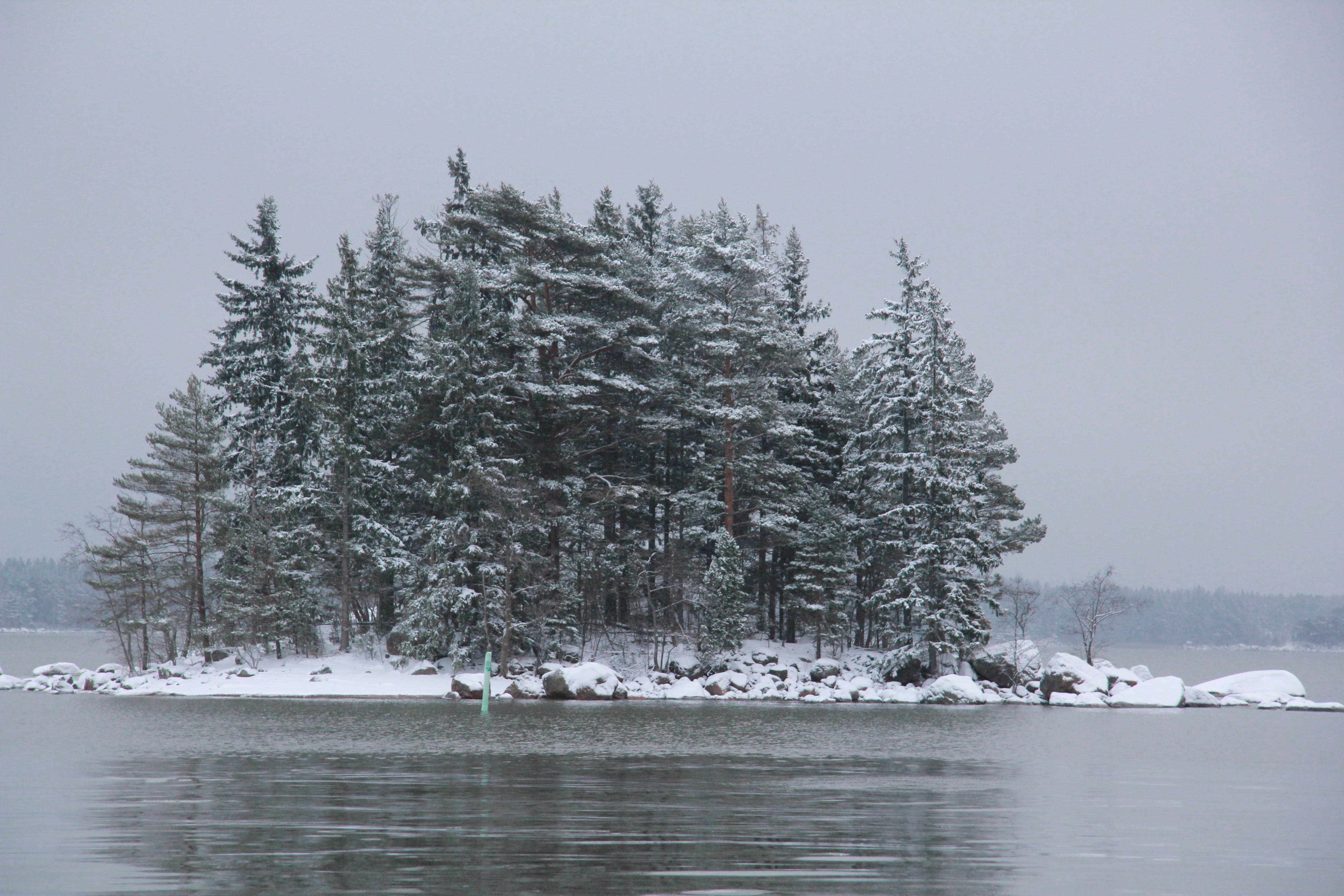
Пюхтяа

| Год  | Численность |
| ---- | ----------- |
| 1980 | 5218        |
| 1990 | 5482        |
| 2000 | 5253        |
| 2010 | 5355        |
| 2011 | 5352        |